# Farhad-beg-yailaki
Farhad-beg-yailaki (chinês tradicional: 法哈特伯克亞依拉克) é um sítio arqueológico na Rota da Seda no que era o Reino de Khotan, localizado a 60 milhas a leste de sua cidade afiliada, Hotan, China.

## Redescoberta
Sir Marc Aurel Stein, um dos primeiros arqueólogos e exploradores britânicos de origem húngara, investigou os restos de vários centros de budismo durante o início do século XX, através de três expedições à Rota da Seda. Um dos locais descobertos por Stein foram os santuários budistas em Farhad-beg-yailaki, datados por volta do quarto ao sexto século.